# سن روئیس وینکل
سن روئیس وینکل (به لاتین: Sint-Kruis-Winkel) یک منطقهٔ مسکونی در بلژیک است که در خنت واقع شده‌است. سن روئیس وینکل ۱٬۱۶۹ نفر جمعیت دارد.